# Élisabeth Bouissonade
Élisabeth Bouissonade, ou Boissonnade (autre forme du nom plus usité en Languedoc), surnommée « la Branlaïre » est connue pour avoir été à la tête d'une sédition de femmes à Montpellier au XVIIe siècle,. Elle est morte pendue en place publique le 9 mars 1647. 

## Contexte
Les causes de la révolte qui s'est déroulée à Montpellier de fin juin à juillet 1645 sont incertaines. La raison la plus souvent mise en avant est un impôt extraordinaire levé en 1643 à l'occasion du couronnement de Louis XIV. Pourtant s'il s'agit d'une taxe supplémentaire pour les habitants de la ville, cela ne suffit pas à expliquer un mouvement de révolte de la population. C'est avant tout l'importance de la somme à prélever qui aurait indigné les habitants, et son injustice puisqu'elle visait plus particulièrement artisans et domestiques. C'est dans le caractère injuste de cet impôt qu'il faut trouver les raisons de la révolte. Par ailleurs, les femmes furent la cible de rumeurs autour de cet impôt. Un bruit, lancé par les artisans, courut dans la population que la taxe serait proportionnelle au nombre d'enfants, et qu'on la rendrait permanente. L'historien Jean-Luc Laffont avance l'hypothèse que les femmes, encouragées par leurs maris artisans, et connaissant l'hésitation des magistrats à intervenir lors des révoltes populaires, pensaient s'en tirer avec des peines moins sévères que les hommes. La colère face à la levée de plus en plus importante de taxes se cristallisa autour de la figure des fermiers généraux,.

## Révolte
À Montpellier, le 29 juin 1645, autour de la figure d'Élisabeth Bouissonade, 400 à 500 femmes de « basse condition » s’émeuvent. Elles pourchassent à travers la ville les très impopulaires «partisans » ou fermiers généraux chargés de collecter l’impôt, brûlant leurs papiers et leurs maisons. Le 2 juillet 1645, la révolte prend un tournant décisif avec la mort de deux passants dans la rue où habitent Eudes Massia, trésorier de la bourse et père du receveur général des finances, et Jean Dupuy, commis au « recouvrement des taxes faites pour l'heureux évènement de Sa Majesté à la couronne ». La troupe tire sur la foule ; mais les hommes rallient leurs épouses et devant la détermination des manifestants, les soldats se replient dans la citadelle. 3 000 personnes barricadent les ruelles de la cité. L’émeute dure 4 jours ; on relève une vingtaine de morts. Louis XIV encore mineur à l'époque, s’est ému de l’affaire. En 1647, le roi accorde son pardon, qui ne s’étend pas à Élisabeth Bouissonade : elle est pendue en place publique le 9 mars en compagnie d'une nommée Marie Chassarde. Ayant demandé à être enterrées en sépulture chrétienne, toutes deux sont inhumées dans les ruines de l'église Saint-Firmin. L’exécution de coupables pour l'exemple fut imposée par les officiers royaux aux magistrats montpelliérains. En tant qu'inconnue, étrangère à la ville, célibataire, « La Branlaïre » était la victime idéale : sa condamnation devait inspirer la crainte tout en évitant le risque de raviver la révolte chez les Montpelliérains.
Même si son identité et ses origines restent à approfondir, l'historienne Maguelone Nouvel-Kirschléger la considère comme une « incarnation de l'héroïsme populaire au féminin ». Elle reste un symbole des luttes de femmes.

## Hommage et notoriété
Courageuse occitane qui s’est battue jusqu’à la mort pour vivre dignement, Élisabeth Bouissonade a acquis la dimension d’un symbole des luttes féminines. Un centre d'accueil pour les femmes victimes de violences conjugales a reçu en 1979 le nom de Foyer Elisabeth Bouissonnade à Montpellier. Celui-ci porte aujourd'hui le nom exact de Centre d'hébergement et de réinsertion sociale (CHRS) pour femmes seules ou avec enfants, victimes de violences conjugales.
Son nom figure également sur les tramways montpelliérains

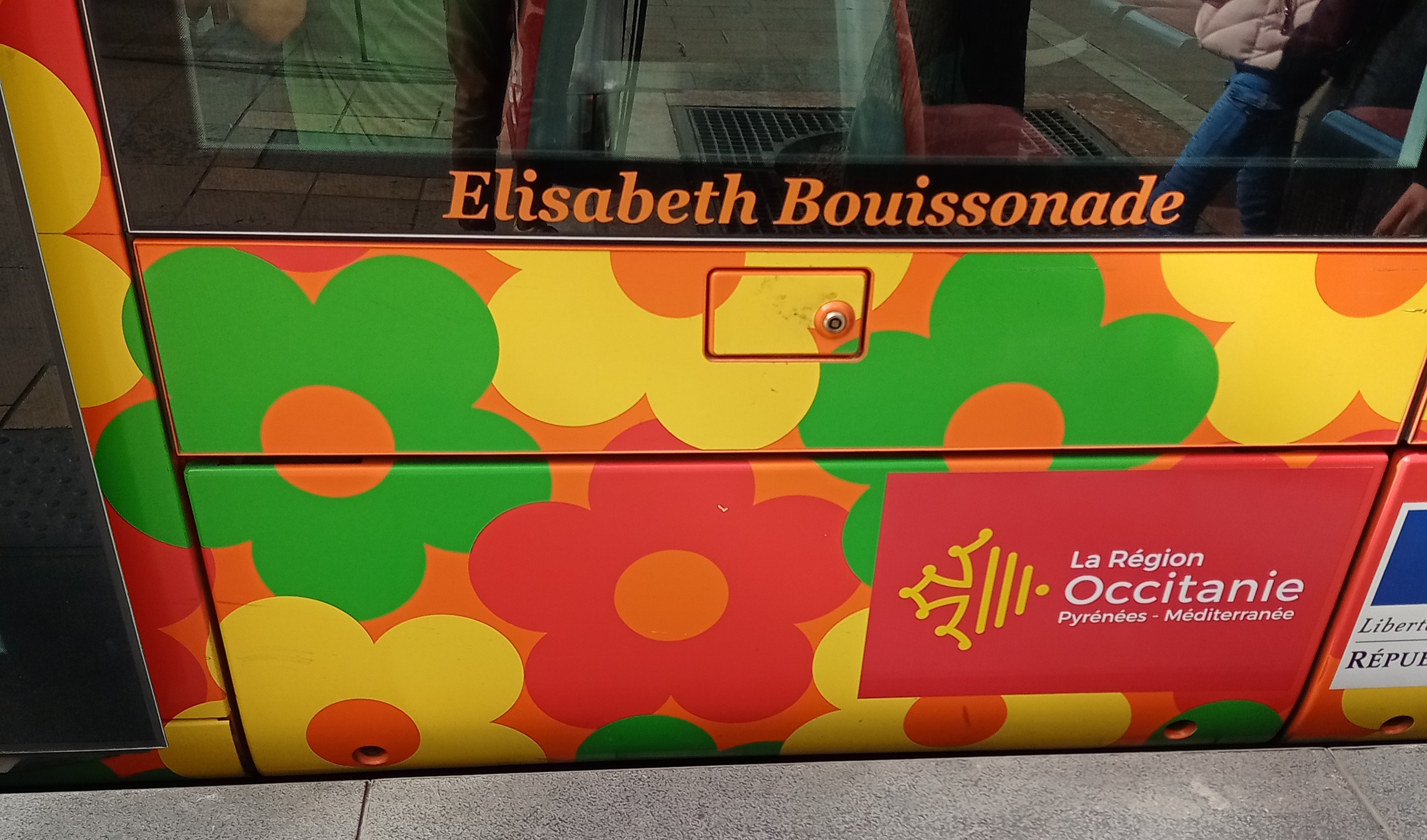
Tramway de la ville de Montpellier (ligne 2), figurant un hommage à Élisabeth Bouissonnade.

## Sources
- Minute de la lettre des consuls adressée au Parlement de Toulouse, 4 juillet 1645
- Mémorial consulaire de Pierre Sabatier, greffier et notaire communal
- Charles d'Aigrefeuille, Histoire de la ville de Montpellier, 1739
- Dom Vic & Dom Vaissette, Histoire Générale du Languedoc, 1840-1846
- Alexandre Germain, Les commencements du règne de Louis XIV et la Fronde à Montpellier, Académie des Sciences et Lettres de Montpellier. Mémoires de la section des lettres. 1re série, tome III, 1853-1863, p. 579-602
- André Delort, Mémoires inédits d’sur la Ville de Montpellier au XVIIe Siècle (1621-1693), Montpellier, Société des bibliophiles de Montpellier, 1876, p. 129
- Pierre Coquelle, La sédition de Montpellier en 1645, d'après des documents inédits des Archives des Affaires étrangères, Annales du Midi, no 20, 1908, p. 66-78
- Jean Baumel, Montpellier au cours des XVIe et XVIIe siècles. Les guerres de Religion (1510-1685), Montpellier, éditions Causse, 1976
- Nicolas Jean, La rébellion française. Mouvements populaires et conscience sociale (1661-1789), Paris, Éditions du Seuil, 2002
- Maguelone Nouvel-Kirschleger, « De Marie de Montpellier à Hélène Mandroux, une histoire de Montpellier au féminin », dans Christian Amalvi et Rémy Pech (dir.), Histoire de Montpellier, Toulouse, Privat, 2016, p. 797-820.
- Maguelone Nouvel-Kirschleger, Montpellier. Cité des belles dames, Toulouse, Privat, 2016, 180 p.
- Jeanine Redon, « Les femmes et la révolution à Montpellier », dans Le bulletin historique de la ville de Montpellier, no 40, décembre 2018, p. 68-81